# Mather Air Force Base

i7
i11
i13
Mather Air Force Base (Mather AFB, MAFB, (ICAO-Code: KMHR)) war eine Militärbasis und ein Flugplatz der US-amerikanischen Luftwaffe in Kalifornien. Im Kalifornischen Längstal (englisch California Central Valley) gelegen, befindet sich die Mather AFB direkt am südwestlichen Stadtrand von Rancho Cordova, rund 19 km östlich von Sacramento. Mather AFB wurde im Jahre 1918 zunächst unter der Bezeichnung „Mills Field“ errichtet und mit Unterbrechungen bis 1993 militärisch genutzt. Viele Jahre hindurch war Mather AFB die zentrale Ausbildungsstätte für Navigatoren. Auch die Luftwaffe belegte dort Lehrgangsplätze. Rund zwei Jahre nach der Schließung wurde der Sacramento Mather Airport auf einer Teilfläche der ehemaligen Mather AFB eröffnet. Weitere Teilbereiche sind heute Gewerbegebiete, Freizeitgelände und Wohnsiedlungen oder bieten Räume für gemeinnützige Projekte. Altlasten aus der Zeit der militärischen Nutzung machten Sanierungen und Reinigungsarbeiten insbesondere zur Entfernung von Treibstoff und giftigen Chemikalien aus dem Grundwasser in erheblichem Umfang erforderlich.

## Namensgebung
Das Gros der ersten Flugplätze des United States Army Air Service wurde nach Männern benannt, die im Flugdienst ihr Leben verloren. Namensgeber der Mather AFB ist Leutnant Carl Spencer Mather, der am 30. Januar 1918 in der Nähe des Ellington Field, dem heutigen Ellington Airport bei Houston in Texas durch einen Absturz nach einer Kollision seiner JN-4D Jenny mit einem anderen Flugzeug ums Leben kam.

## Geschichte

### Anfangsjahre (1918–1930)
Im Januar 1918 fand ein Team des US Verteidigungsministeriums bei Sacramento in der Nähe eines Ortes namens Mills Station ausgedehnte ebene Flächen, die sich für den Bau einer Flugschule eigneten. Der Bau eines Flugfeldes dort begann am 15. März 1918. Bereits sechs Wochen später, am 30. April 1918 wurde der Platz vom US Army Air Service als Mills Field in Betrieb genommen und diente als Basic Flying School für die fliegerische Anfangsschulung, um den hohen Bedarf an Piloten nach dem Kriegseintritt der USA zu decken. Die Flugbetriebsflächen waren unbefestigtes Grasland, die Gebäude einfache Holzbauten. Mills Field umfasste eine Fläche von rund 2,8 km² und bot Platz für 1000 Soldaten, wobei Mannschaftsdienstgrade in Zelten untergebracht waren. Bis zu 300 Flugschüler zugleich lernten dort innerhalb von 8 Wochen die Grundlagen des  Fliegens. Am 2. Mai 1918 wurde das Mills Field einem Vorschlag von Kameraden des im Januar 1918 verunfallten Leutnant Mather folgend in Mather Field umbenannt. Nach dem Ende des Ersten Weltkrieges bestand kein Bedarf mehr für eine dauerhafte Nutzung des Flugplatzes. Am 8. Januar 1919 wurde der Betrieb eingestellt und Mather Field weitestgehend geräumt. Ab 1923 wurde ein großer Teil der Gebäude abgerissen, Leitungen und Kabel demontiert, noch Verwertbares verkauft und militärisch nicht benötigtes Gelände an örtliche Landwirte verpachtet. Bis 1930 fand auf dem Mather Field nur noch sporadisch Flugbetrieb statt, u. a. um Wälder aus der Luft zu überwachen und so Waldbrände schneller entdecken und bekämpfen zu können. Als das Mather Field ab dem Frühjahr 1930 als Außenstelle anderer Flugplätze wieder genutzt werden sollte, waren zunächst die zuvor entfernten Leitungen zu ersetzen und die Gebäude notdürftig wieder herzustellen.

### Beobachter- & Navigatorenschule
Mit der Reaktivierung als eigenständiger Flugplatz am 13. Mai 1941 einher gingen umfangreiche Baumaßnahmen und eine Vergrößerung des Areals auf fast 18 km².  Bis 1944 erhielt Mather Field  vier befestigte und zwischen 1500 und 1900 Metern lange und 45 Meter breite Startbahnen. Ferner wurden feste Unterkünfte, Büro-, Werkstatt- und Schulgebäude, Küchen und Betreuungseinrichtungen usw. gebaut. Wesentliche Aktivität auf dem Mather Field war nun die Ausbildung von Navigatoren. Ab 1940 erkannte die US Army Air Corps einen Bedarf für Navigatoren an Bord von Flugzeugen und ließ diese anfangs von der zivilen Fluggesellschaft Pan American Airways ausbilden. Ab November 1940 wurde eine erste eigene Ausbildungseinrichtung auf dem Barksdale Field aufgestellt. Am 2. August 1941 nahm eine weitere von insgesamt acht Army Air Forces Navigator Schools auf dem Mather Field ihren Betrieb auf.:7 Der anspruchsvolle Syllabus des 18-wöchigen Lehrgangs beinhaltete 100 Flugstunden und deckte von der Koppelnavigation bis zur Astronavigation alle Aspekte der Flugnavigation ab. Zwei Jahre später verlegte diese Navigatorenschule nach Texas. An ihre Stelle trat die Fortgeschrittenenausbildung von Bomberpiloten auf dem Muster North American B-25 Mitchell. Ab 1944 wurde Mather Field ein Verladeflugplatz (englisch Aerial Port of Embarkation) für die Abschleusung von für einen Einsatz im pazifischen Raum vorgesehenen Flugzeugen und deren Besatzungen.
Kurz nach dem Ende des Zweiten Weltkrieges stellte die United States Air Force (USAF) die USAF Bombardment School, die USAF Navigator School und die USAF Observer’s School auf dem Mather Field in Dienst. Auch Flugingenieure wurden für kurze Zeit dort ausgebildet, bevor diese Aufgabe aus Kostengründen verlagert wurde.:49

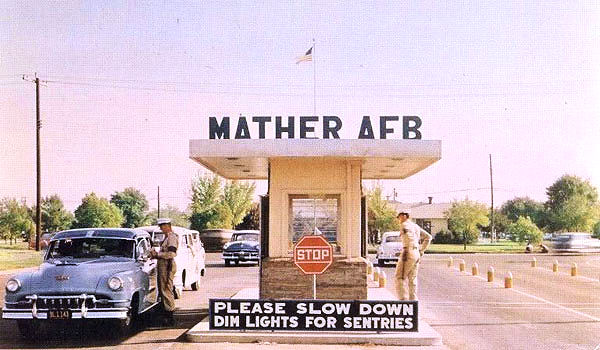
Hauptwache der Mather AFB (ca. 1955)

Am 13. Januar 1948 wurde das Mather Field in Mather Air Force Base umbenannt. Neben dem eigentlichen Flugplatz und den Gebäuden für militärische Zwecke waren auf der Basis Wohnsiedlungen für die Familien der Soldaten, verschiedene Einkaufsmöglichkeiten mit Bank und Tankstelle, Kindergarten und Schule, ein eigenes Krankenhaus, ein Kino, diverse Sportstätten und mehr entstanden. Viele Soldaten wohnten jedoch auch außerhalb der Basis. Um für die Familien der Soldaten adäquate Lebensbedingungen zu schaffen, wurden die Wohnsiedlungen auf der Basis ständig erneuert und erweitert. So entstanden im Jahre 1961 auf der Mather AFB und zwei weiteren Flugplätzen des Ausbildungskommandos der US-Luftwaffe zusammen 930 neue Wohnhäuser.:139

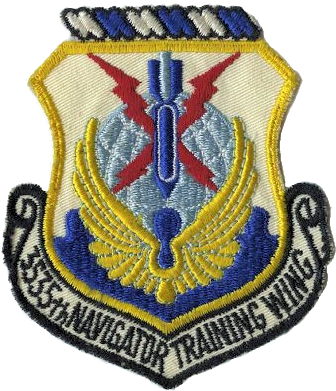
Wappen der 3535th Navigator Training Wing

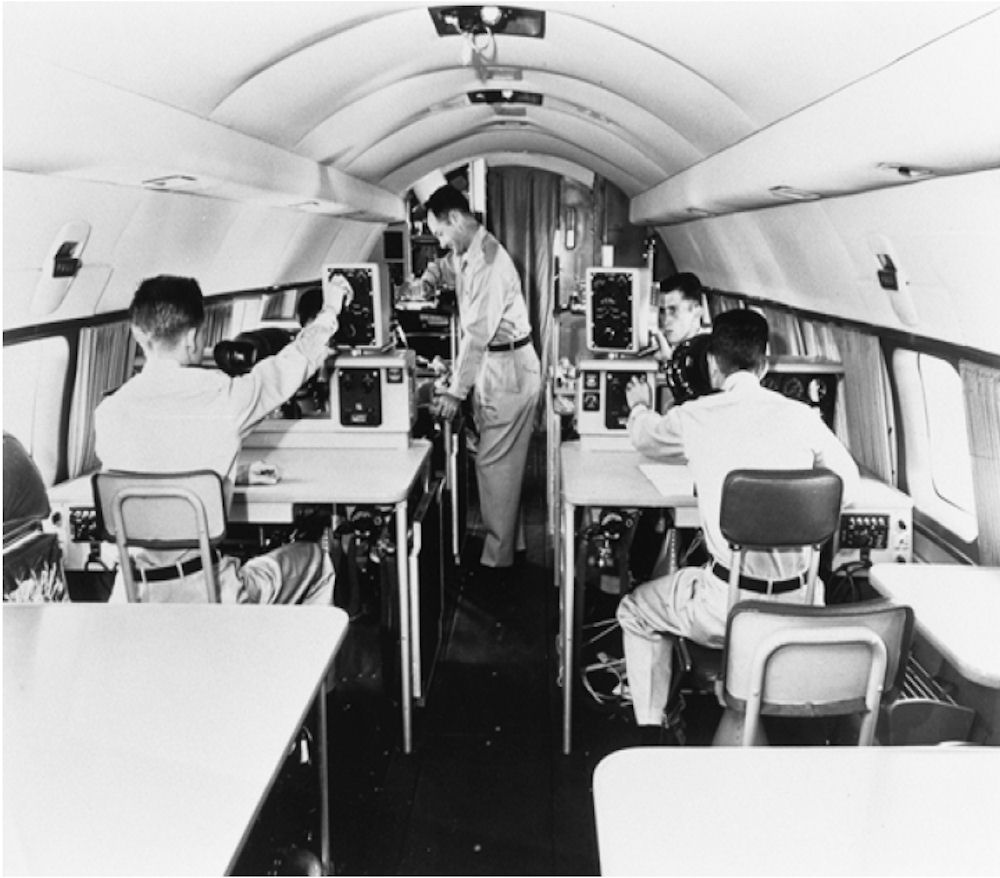
Eine T-29 A als fliegender Hörsaal für die Ausbildung von Navigatoren

Ab dem 26. August 1948 übernahm die neu aufgestellte 3535th Bombardment Training Wing die Aufgaben der Schulen. Nach mehrfachen Umbenennungen erhielt dieses Geschwader schlussendlich die Bezeichnung 3535th Navigator Training Wing. Wesentliche Lehrgänge dort waren die als Primary-Basic Observer Upgrading Course bezeichnete Grundlagenausbildung für Navigatoren und eine Fortbildung zum Navigieren mittels Radar für  Bombenabwürfe namens Advanced Navigator Radar Bombardment Course. Ausgerüstet war die 3535th Navigator Training Wing zunächst mit Convair T-29 Flugzeugen, die als fliegender Hörsaal verwendet wurden. Die Ausbildung wurde laufend an den technischen Fortschritt angepasst. Gegen Ende 1961 war der Grundlagenlehrgang um 6 Wochen verlängert worden. Er trug danach die Bezeichnung Undergraduate Navigator Training (UNT).
Anfang 1962 verlegte die Ausbildung von Offizieren für Elektronische Kampfführung (englisch Electronic Warfare Officer (EWO)) von der Keesler Air Force Base in Mississippi nach Mather. Dafür erhielt das Ausbildungsgeschwader einen speziellen Simulator, in dem das Erkennen von elektronischen Bedrohungen und entsprechende Gegenmaßnahmen geübt werden konnte.:138
Ab 1966 war Mather AFB der einzige verbliebene Standort der USAF, an dem noch Navigatoren ausgebildet wurden.:160

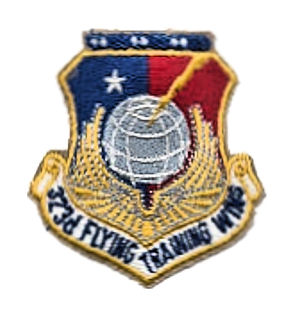
323rd Flying Training Wing

Zeitgleich mit der Auflösung der 3535th Navigator Training Wing stellte die USAF am 1. April 1973 die  323rd Flying Training Wing auf der Mather AFB auf. Diese übernahm Auftrag und Material des 3535. Geschwaders. Ab 1974 wurden die T-29 Propellerflugzeuge durch Strahlflugzeuge vom Typ Boeing T-43A ersetzt. Der letzte Ausbildungsflug mit einer T-29 fand am 5. März 1975 statt. Nur eine Woche später wurde auch diese Maschine an das Aircraft Storage and Disposal Center in Arizona überführt. Ab Juli 1975 verfügte die 323rd Wing über insgesamt 19 T-43A für die Ausbildung.:203

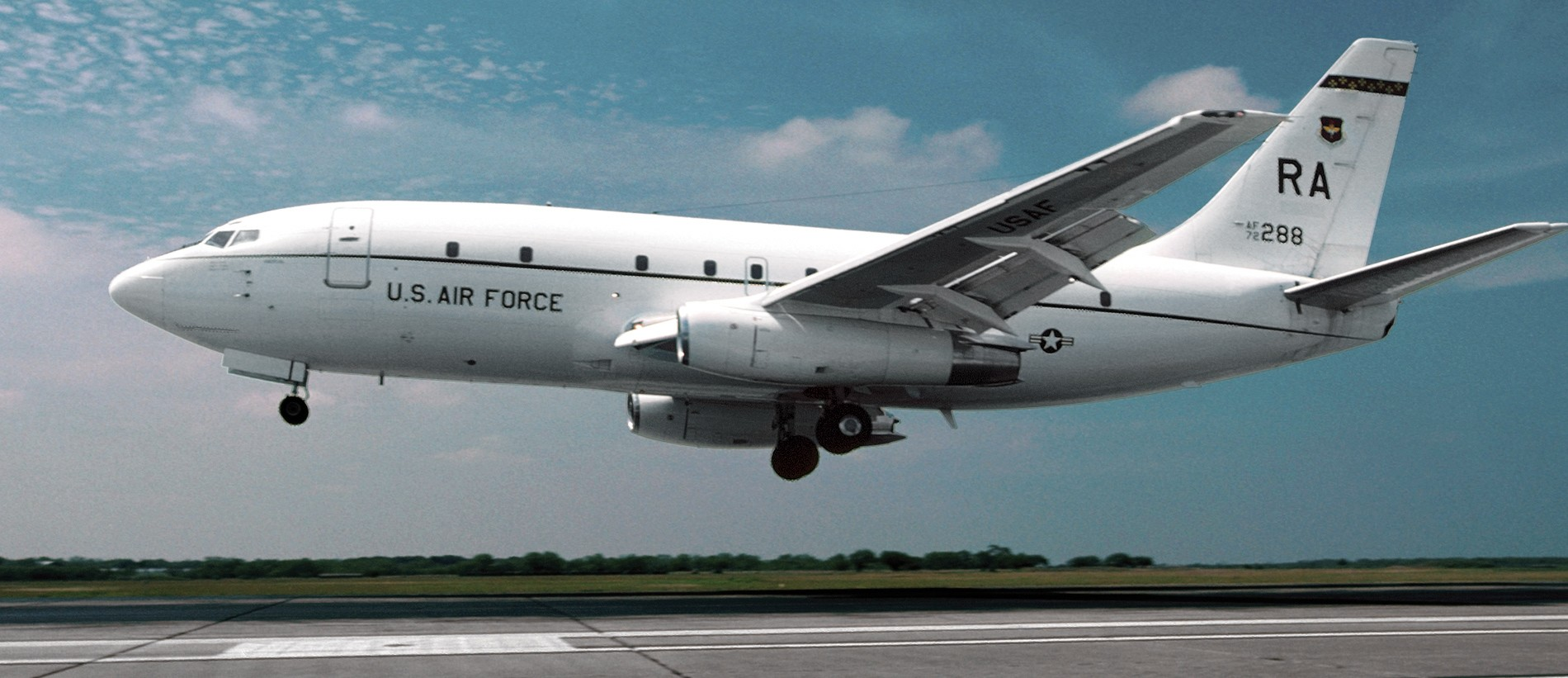
Boeing T-43A – „Fliegender Hörsaal“ für die Ausbildung von Navigatoren

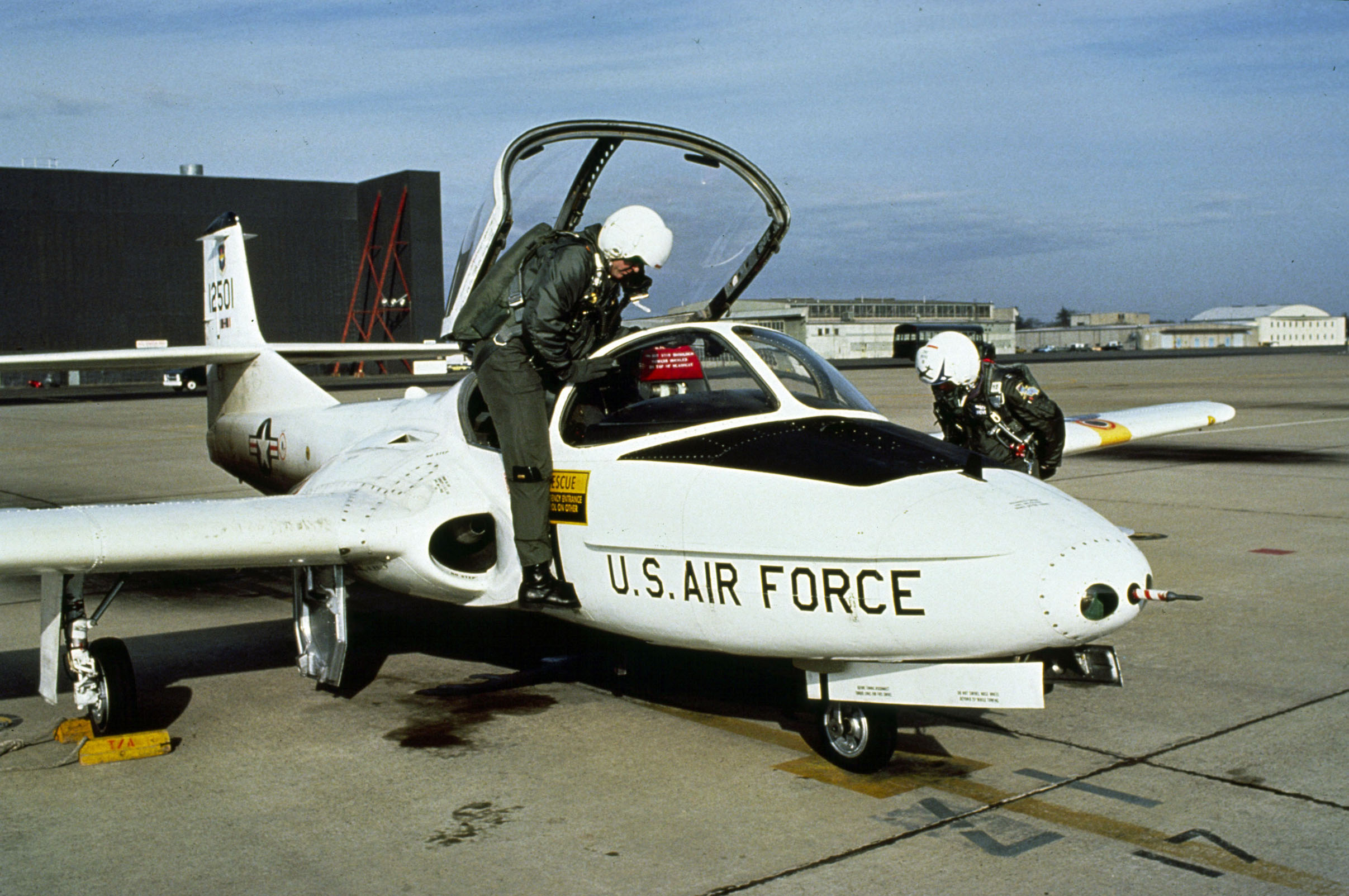
T-37 Schulflugzeug, Mather AFB, Anfang der 1980er Jahre

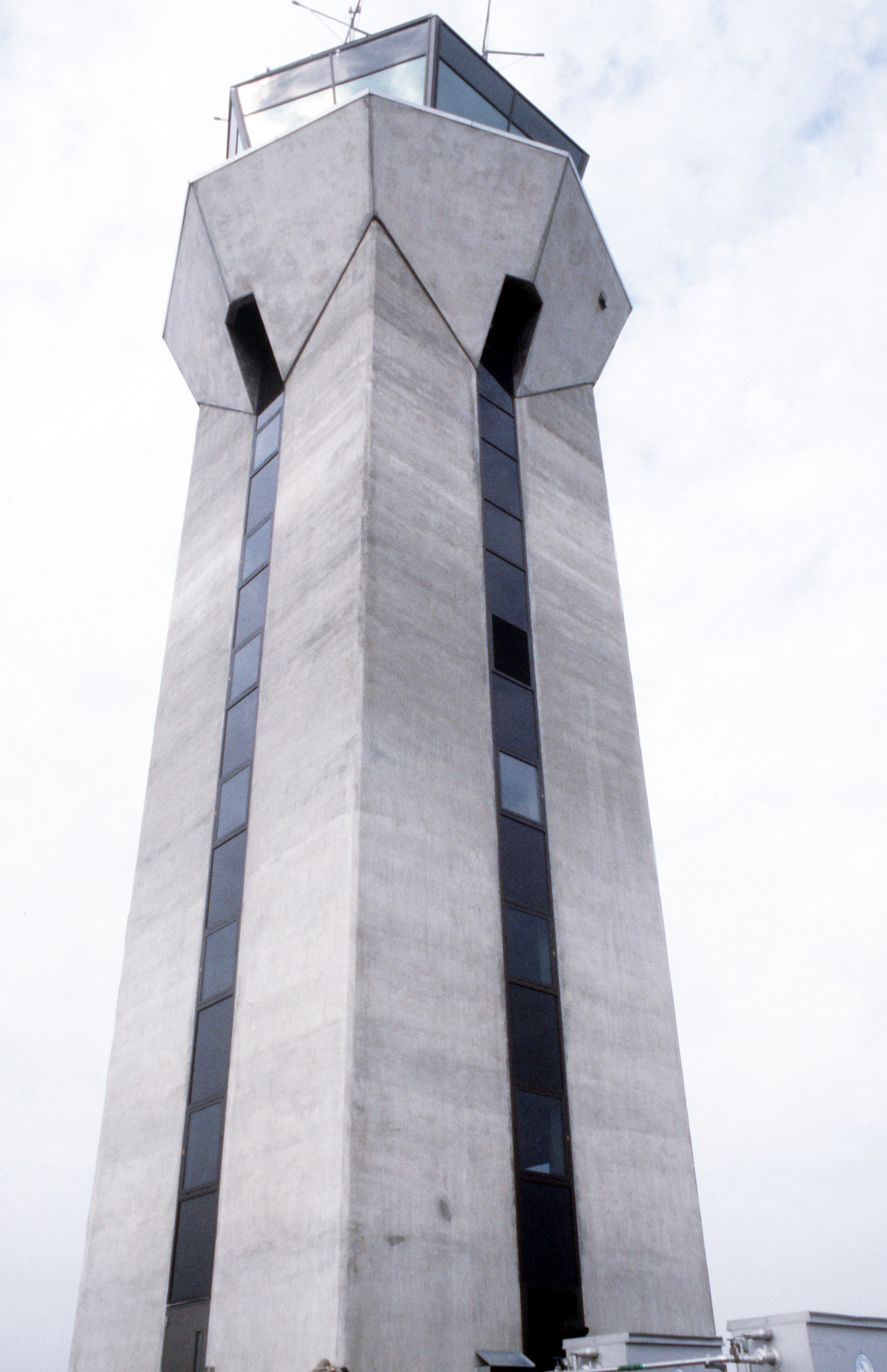
Kontrollturm der Mather AFB, 1986

Da immer mehr Navigatoren auf Strahlflugzeugen eingesetzt wurden, setzte das 323. Geschwader ab Januar 1975 auch die Cessna T-37 ein, um die künftigen Waffensystemoffiziere auf ihr Aufgabenspektrum vorzubereiten.:199
Nachdem 1972 das General Accounting Office die Duplizierung von Ausbildungsprogrammen bei den Teilstreitkräften bemängelt hatte, wurden gemeinsame übergreifende Ausbildungsoptionen untersucht. Ab 1976 bildete auch die US Navy ihre Navigatoren für von Land aus operierende Patrouillen- und Aufklärungsflugzeuge auf der Mather AFB aus. Das UNT wurde daher in Interservice Undergraduate Navigator Training (IUNT) umbenannt.:203, 225
Vom 10. März 1977 bis zum 12. Oktober 1978 absolvierten auf der Mather AFB die ersten fünf Frauen der US-Luftwaffe erfolgreich ihre Ausbildung zum Navigator.
Ab 1986 wurde das bis dahin praktizierte Ausbildungskonzept für Navigatoren aufgegeben. Die zunehmende Komplexität der Aufgaben auf den späteren Einsatzmustern führte zu einer Abkehr von einer umfassenden Grundlagenausbildung, die einen späteren flexiblen Wechsel der Einsatzmuster unbeschränkt ermöglichen sollte. Ab Juli 1986 wurde die Ausbildung daher nach einem gemeinsamen Grundlagenkurs in drei spezialisierte Werdegänge aufgeteilt: einen für Kampfflugzeuge, einen für Transporter und Bomber und einen für Eloka-Offiziere in fliegerischer Verwendung. Fortan wurde die Ausbildung als Specialized Undergraduate Navigator Training (SUNT) bezeichnet.:251
Ende 1988 war Mather AFB auf die Liste der im Zuge der Base Realignment and Closure nicht mehr benötigten Standorte gesetzt worden. Am 30. September 1993 wurde der Standort aufgegeben. Gleichzeitig wurde auch die 323rd Flying Training Wing außer Dienst gestellt. Von 1966 bis zur Schließung waren mehr als 22.000 Navigatoren auf der Mather AFB ausgebildet worden. Fortan führte die 12th Flying Training Wing auf der Randolph Air Force Base bei San Antonio in Texas diese Ausbildung weiter. Der erste Lehrgang dort begann am 20. April 1993.:287

### Einsatzflugplatz des Strategic Air Command
Als einen Baustein der nuklearen Abschreckung hielten die USA Boeing B-52 Langstreckenbomber in ständiger Bereitschaft. Zum Schutz vor einer Vernichtung im Falle eines Überraschungsangriffs waren diese über das Gebiet der USA verteilt. Auch auf der Mather AFB sollten einige B-52 des Strategic Air Command stationiert werden. Ab 1952 fanden umfangreiche Baumaßnahmen an Abstellflächen und Rollwegen statt. Zwei Startbahnen wurden verlängert und ab 1957 verstärkt, um Lasten von mehr als 100 Tonen pro Fahrwerk tragen zu können. Für die nukleare Alarmbereitschaft mit B-52 wurde ein eigener Abstellbereich erstellt. Dieser wurde auf Grund seiner Form umgangssprachlich als „Christmas Tree“ (deutsch Weihnachtsbaum) bezeichnet. Er ist auf Luftaufnahmen deutlich erkennbar. Von diesem besonders gesicherten Areal führte ein direkter Rollweg zur Hauptstartbahn. Am 1. Juli 1958 verlegte die mit 15 B-52F Bombern ausgestattete 72nd Bombardment Squadron auf die Mather AFB. Für die Luftbetankung hinzu verlegt wurde die mit KC-135 A Stratotanker ausgerüstete 904th Air Refuelling Squadron. Rund um die Uhr wurden eine Anzahl Bomber und Tanker voll betankt und mit Bewaffnung beladen einsatzbereit gehalten. Zum 1. Februar 1963 wurde die 72. Staffel außer Dienst gestellt. Ihren Auftrag übernahm die mit B-52G ausgerüstete 320th Bombardment Wing, in der auch die 904. Luftbetankungsstaffel aufging. Neben der nuklearen Einsatzbereitschaft wurde das Geschwader auch konventionell im Vietnamkrieg eingesetzt. Am 30. September 1989 wurde es außer Dienst gestellt.
Am 1. Januar 1977 verlegte die mit KC-135A ausgestattete 940th Air Refuelling Group von der 11 km nordöstlich von Sacramento gelegenen McClellan AFB nach Mather AFB. Obwohl die Gruppe der Reserve angehört, wurde sie ab 1986 auf KC 135E umgerüstet und zur Unterstützung von Einheiten des SAC eingesetzt. Ab 1992 flog die Gruppe Einsätze im Auftrag des Air Mobility Command. Am 1. Juli 1993 verlegte die Gruppe zurück zur McClellan AFB und wuchs 1994 zu einem vollen Geschwader auf.

### Base Realignment and Closure (BRAC)
Um Haushaltsmittel einzusparen, hatte der amerikanischen Verteidigungsminister eine Kommission eingesetzt, die Optionen zu Reduzierungen von Militärstandorten (englisch Base Realignment and Closure (BRAC)) untersuchen sollte. Der Ende 1988 vorgelegte Bericht identifizierte Mather AFB als einen von fünf Standorten in Kalifornien, die ohne Nachteile geschlossen werden könnten. Mather AFB böte sich „auf Grund seines Mangels an Qualität und Verfügbarkeit von Einrichtungen sowie eines Überflusses an Kapazität im Einsatzsatzspektrum an. ... Am Standort bestünden ... Schwierigkeiten zivile Mitarbeiter zu gewinnen, da in der Region eine hohen Nachfrage nach Arbeitskräften herrsche ... Eine Schließung ergäbe keine negativen Auswirkungen“. Der Empfehlung wurde gefolgt, Mather AFB wurde zum 30. September 1993 geschlossen. Zwar verlor die Region damit 1600 militärische und zivile Arbeitsplätze und eine jährliche Kaufkraft von 150 Mio. US-Dollar, aber gleichzeitig wurden der Region eine Fläche von mehr als 2300 Hektar an Flächen für gewerbliche Nutzung und Wohnbebauung, einen Flugplatz, ein Krankenhaus sowie Lagerhallen und weitere kommerzielle Infrastruktur übereignet. Zudem war eine Finanzierung der Beseitigung der erheblichen Umweltschäden bereits Jahre vor der Schließung des Platzes durch das Superfund Programm sichergestellt. Zwei Jahre nach der Übergabe wurde ging der zivile Sacramento Mather Airport auf einem Teilgebiet der alten Air Force Base in Betrieb. Andere Teile der alten Kasernenanlagen werden  als Gewerbegebiet genutzt, die Wohnbereiche wurden modernisiert und vermarktet.

## Ausbildung für die Bundeswehr

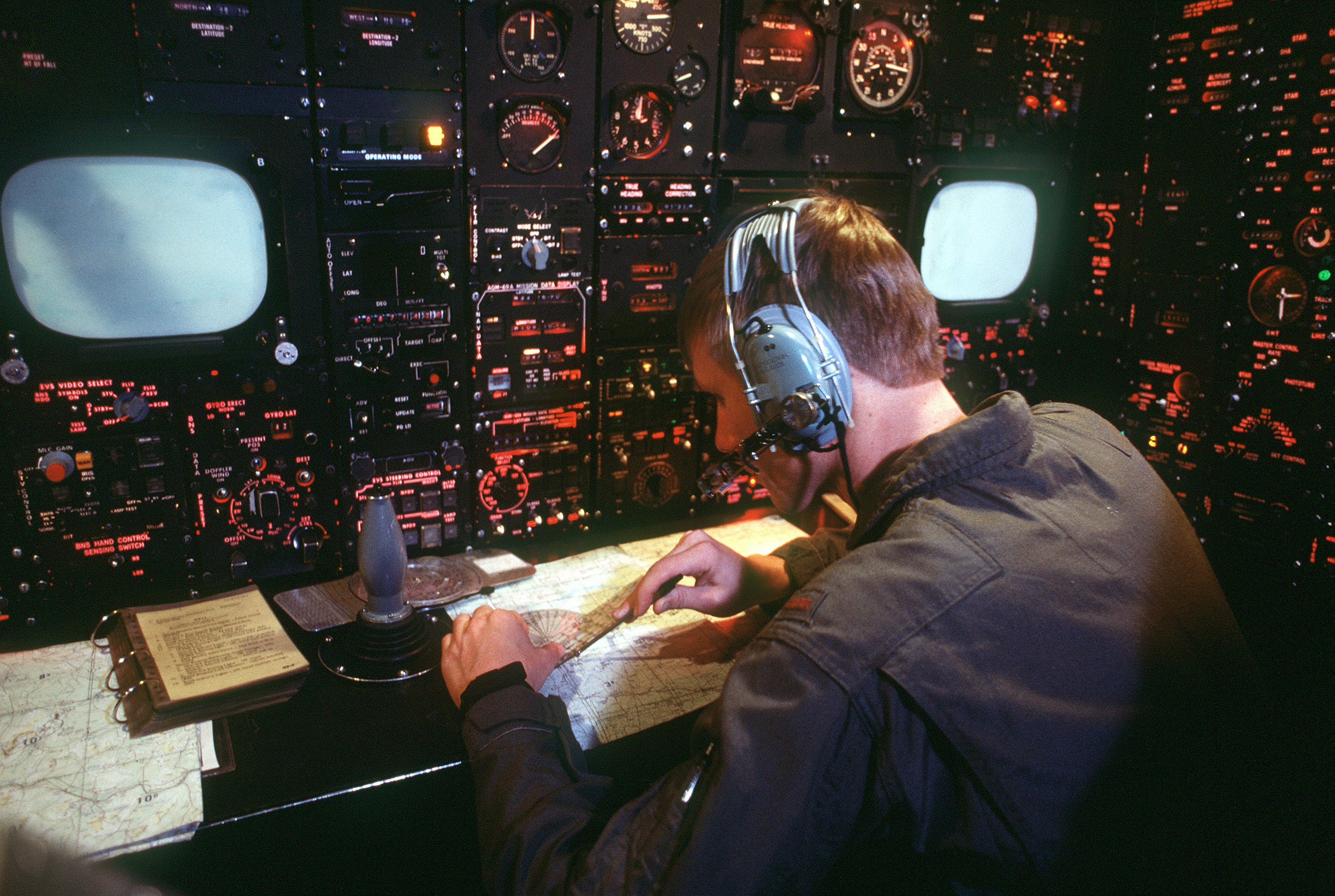
Navigationsausbildung im Simulator

Schon ab Ende der 1950er Jahre sandte die Luftwaffe ihre angehenden Bordnavigationsfunker (BNF) für die Lufttransportgeschwader und die Flugbereitschaft des Bundesministeriums der Verteidigung zum „Primary/Basic Upgrading Navigator Course“, bzw. später zum „Undergraduate Navigator Training“ (UNT) auf die Mather AFB. Das UNT dauerte 9 Monate und beinhaltete 132 Flugstunden, 162 Simulatorstunden und 384 Stunden Theorie. Mit Bestehen erhielt der Schüler sein Tätigkeitsabzeichen und seine Lizenz, den Militärbesatzungsschein. Im Jahre 1980 entschied die Luftwaffe, die Ausbildung von Kampfbeobachtern beim Jagdbombergeschwader 49 in einzustellen. Parallel zum Auslaufen der Lehrgänge in Fürstenfeldbruck wurden daher ab Oktober 1981 neben den angehenden BNF auch die Kampfbeobachter zum UNT nach Mather AFB entsandt. Die Verträge mit der US Air Force sahen bis zu 80 Schüler pro Jahr vor. Mit den dadurch steigenden Schülerzahlen überließ die Bundeswehr die Betreuung der deutschen Flugschüler nicht mehr der US-Ausbildungsorganisation vor Ort, sondern stellte zum 1. Oktober 1981 die 4. Deutsche Luftwaffenausbildungsstaffel USA (4. DtLwAusbStff USA) am Standort Mather AFB auf und unterstellte sie dem Deutschen Luftwaffenausbildungskommando USA in Fort Bliss, Texas. Wie die drei anderen Deutschen Luftwaffenausbildungsstaffeln in den USA, war auch diese Staffel nur für die administrative Betreuung und Wahrnehmung truppendienstlicher und disziplinarer Angelegenheiten der deutschen Lehrgangsteilnehmer zuständig. Die Ausbildung erfolgte weiterhin in alleiniger Verantwortung der amerikanischen 323rd Flying Training Wing und nach amerikanischen Regularien. Ende 1981 befanden sich bereits 20 deutsche WSO-Schüler auf der Mather AFB.:228 Nach dem Ende der bi-lateralen Deutsch/Amerikanischen Jet-Pilotenausbildung auf der Sheppard AFB und Aufstellung des multinationalen Euro NATO Joint Jet Pilot Training sowie dem Ende der Schulung auf dem Starfighter auf der Luke AFB löste die Luftwaffe die 1. DtLwAusbStff USA 1982 und die 2.DtLwAusbStff USA im Jahre 1983 auf. Daraufhin wurden die verbleibenden Staffeln neu nummeriert. So wurde im Jahre 1984 aus der dritten Staffel in George AFB die erste Staffel und aus der vierten Staffel in Mather AFB die 2. DtLwAusbStff USA. Die Aufgaben änderten sich indes nicht. Die Lehrgangsplätze beim UNT wurden von der Luftwaffe über das Verfahren Foreign Military Sales als Paketlösung eingekauft. Inhaltliche Anpassungen  waren somit nicht möglich. Daher mussten auch die künftigen Kampfbeobachter Astronavigation lernen, obwohl sie dies in ihrer späteren Verwendung nie benötigten. Das änderte sich erst, als die USAF ab Mitte 1986 ihre Navigatorenausbildung von Grund auf umstellte und diese nicht mehr als Generalisten ausbildete. Ab dann gab es drei unterschiedliche Ausbildungsgänge: für Langstrecke (Bomber, Transporter und strategische Aufklärer), für Kampfflugzeuge und für Elektronische Kampfführung. In der Folge durchliefen die KBOs der Luftwaffe und Marine nur die spezialisierte Ausbildung für Kampfflugzeuge. Darüber hinaus nahmen ausgewählte Offiziere der Luftwaffe am Electronic Warfare Operations Staff Officer Course (EWO SOC) Lehrgang der 323rd Flying Training Wing teil. Mit dem Ende der Mather AFB nutzte die Luftwaffe die KBOs fortan Lehrgangsplätze bei der 12th Flying Training Wing und so verlegte die 2. DtLwAusbStff USA Ende 1993 auf die Randolph Air Force Base in Texas. Zum 1. Oktober 1995 verlegte die US Air Force die Ausbildungsstätte erneut, um das Training gemeinsam mit der US Navy in Florida durchzuführen. Mit dem Wechsel erhielt der Lehrgang die Bezeichnung Joint Undergraduate Navigator Training (JUNT).:297 Daher zog die 2. DtLwAusbStff USA erneut um und befindet sich nunmehr seit 1997 auf der Naval Air Station Pensacola.

## Zwischenfall

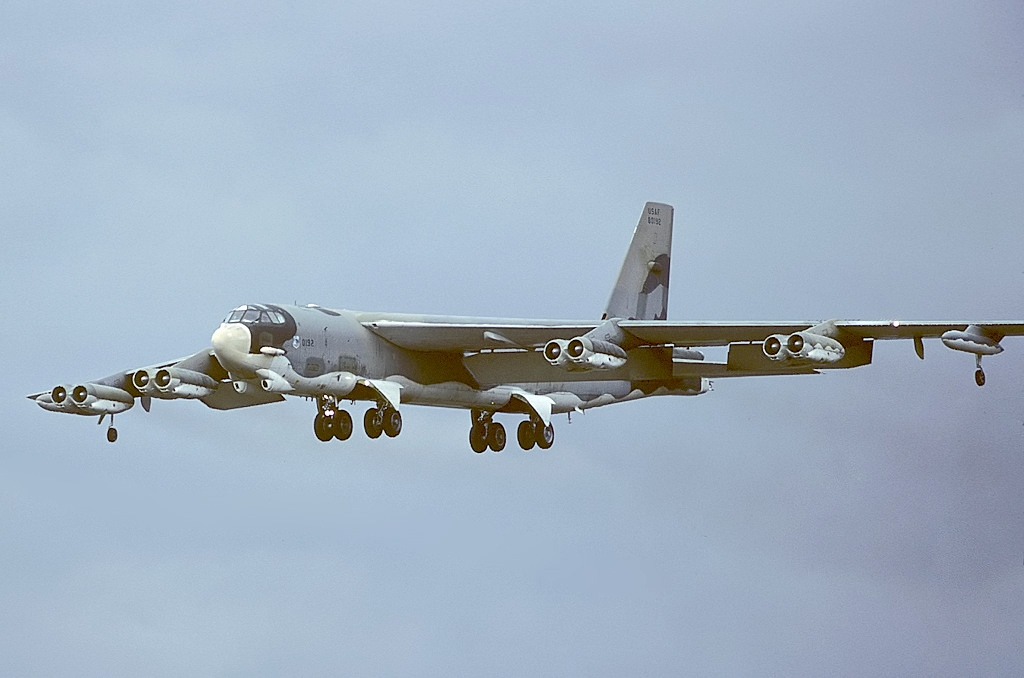
Eine B-52G Stratofortress

Am 16. Dezember 1982 stürzte eine B-52G Stratofortress (57-6482) kurz nach dem Start von der Mather AFB ab. Niemand der neun Besatzungsangehörigen überlebte. Der Flugunfall ereignete sich bei einem Ausbildungsflug, bei dem ein Alarmstart geübt wurde. Bei diesem Verfahren startet eine Reihe von B-52 mit minimalem Abstand hintereinander. Bei der Flugvorbereitung ging man irrtümlich davon aus, dass die zuerst startende B-52H und das Unfallflugzeug, ein „G-Modell“ planerisch gleich zu behandeln seien. Daher wurde ein Startintervall von 10 Sekunden, an Stelle der bei unterschiedlichen Modellen vorgeschriebenen 30 Sekunden gewählt. Weil die Triebwerke des G-Modells mit Wasser-Methanol-Einspritzung in der Startphase leistungsfähiger sind, schloss die Nummer 2 schnell auf das Führungsluftfahrzeug auf. Um den Abstand wieder herzustellen, reduzierte der steuerführende Flugschüler die Triebwerksleistung, jedoch zu abrupt und zu viel. Das weiterhin in großer Menge eingespritzte Wasser bei gleichzeitig stark reduziertem Luftdurchsatz verursachte den Ausfall aller Triebwerke. Die B-52 geriet in einen überzogenen Flugzustand und schlug im Abflugsektor nahe des Flugplatzes auf. Der mit mehr als 130 Tonnen Treibstoff voll betankte, aber unbewaffnete Bomber explodierte in einem riesigen Feuerball. Zwar konnte der Lehrer für Elektronische Kampfführung das Flugzeug als einziges Besatzungsmitglied noch mit dem Schleudersitz verlassen, doch sein Fallschirm trieb in den Aufschlagbrand am Boden und so starb auch er.